# George Law Curry
Pour les articles homonymes, voir Curry (homonymie).
George Law Curry (2 juillet 1820-28 juillet 1878) est un éditeur de presse et homme politique américain, gouverneur du territoire de l'Oregon de 1854 à 1859.

## Biographie
Né le 2 juillet 1820 à Philadelphie, George Law Curry est élevé par son oncle et sa tante après la mort de ses parents alors qu'il est encore jeune.
Après avoir abandonné l'école, il devient apprenti dans une bijouterie mais s'intéresse davantage au journalisme et après quelques expériences à Boston, Philadelphie ou encore Saint-Louis, il part pour l'Oregon en 1846 où il devient éditeur du Spectator, premier journal de l'Oregon.
Curry se lance ensuite en politique aux côtés du gouverneur Joseph Lane et est nommé gouverneur du territoire de l'Oregon en 1854 après la démission de John Wesley Davis.
Il meurt à Portland le 28 juillet 1878.

## Hommages
Le comté de Curry dans l'Oregon a été nommé en son honneur en 1855.